# Campeonato Potiguar 1991
In 1991 werd het 72ste Campeonato Potiguar gespeeld voor voetbalclubs uit de Braziliaanse staat Rio Grande do Norte. De competitie werd gespeeld van 16 juni tot 8 december en georganiseerd door de Federação Norte-rio-grandense de Futebol. América de Natal werd kampioen.

## Eerste toernooi

### Eerste fase
| Plaats | Club                | Wed. | W | G | V | Saldo | Ptn. |
| ------ | ------------------- | ---- | - | - | - | ----- | ---- |
| 1.     | América de Natal    | 5    | 4 | 1 | 0 | 10:2  | 9    |
| 2.     | ABC                 | 5    | 4 | 0 | 1 | 9:3   | 8    |
| 3.     | Potiguar de Mossoró | 5    | 2 | 1 | 2 | 6:9   | 5    |
| 4.     | Alecrim             | 5    | 2 | 0 | 3 | 4:9   | 4    |
| 5.     | Atlético Potiguar   | 5    | 1 | 0 | 4 | 3:7   | 2    |
| 6.     | Potyguar            | 5    | 0 | 2 | 3 | 2:4   | 2    |

|  | Geplaatst voor finale          |
|  | Uitgeschakeld voor tweede fase |

### Tweede fase
| Plaats | Club                | Wed. | W | G | V | Saldo | Ptn. |
| ------ | ------------------- | ---- | - | - | - | ----- | ---- |
| 1.     | América de Natal    | 8    | 6 | 2 | 0 | 12:1  | 14   |
| 2.     | Potiguar de Mossoró | 8    | 3 | 5 | 0 | 7:3   | 11   |
| 3.     | ABC                 | 8    | 4 | 2 | 2 | 13:6  | 10   |
| 4.     | Alecrim             | 8    | 2 | 1 | 5 | 8:10  | 5    |
| 5.     | Atlético Potiguar   | 8    | 0 | 0 | 8 | 4:24  | 0    |

|  | Geplaatst voor finale |

Omdat América beide fases won was er geen finale nodig. De club kwalificeerde zich zo wel voor de finale om de titel.

## Tweede toernooi

### Eerste fase
| Plaats | Club                | Wed. | W | G | V | Saldo | Ptn. |
| ------ | ------------------- | ---- | - | - | - | ----- | ---- |
| 1.     | ABC                 | 5    | 5 | 0 | 0 | 8:1   | 10   |
| 2.     | América de Natal    | 5    | 3 | 0 | 2 | 8:2   | 6    |
| 3.     | Alecrim             | 5    | 2 | 1 | 2 | 5:5   | 5    |
| 4.     | Potyguar            | 5    | 1 | 2 | 2 | 7:7   | 4    |
| 5.     | Potiguar de Mossoró | 5    | 1 | 1 | 3 | 3:7   | 3    |
| 6.     | Atlético Potiguar   | 5    | 0 | 2 | 3 | 1:10  | 2    |

|  | Geplaatst voor finale          |
|  | Uitgeschakeld voor tweede fase |

### Tweede fase
| Plaats | Club                | Wed. | W | G | V | Saldo | Ptn. |
| ------ | ------------------- | ---- | - | - | - | ----- | ---- |
| 1.     | ABC                 | 8    | 6 | 2 | 0 | 13:4  | 14   |
| 2.     | Potiguar de Mossoró | 8    | 4 | 3 | 1 | 9:5   | 11   |
| 3.     | América de Natal    | 8    | 3 | 2 | 3 | 14:9  | 8    |
| 4.     | Alecrim             | 8    | 1 | 3 | 4 | 5:11  | 5    |
| 5.     | Potyguar            | 8    | 0 | 2 | 6 | 4:16  | 2    |

|  | Geplaatst voor finale |

Omdat ABC beide fases won was er geen finale nodig. De club kwalificeerde zich zo wel voor de finale om de titel.

## Finale
|                 |     |       |                  |  |
| 4 december Heen | ABC | 0 – 1 | América de Natal |  |
| 4 december Heen |     |       |                  |  |

|                 |                  |       |     |                     |
| 8 december Heen | América de Natal | 1 – 0 | ABC | Toeschouwers: 9.754 |
| 8 december Heen |                  |       |     | Toeschouwers: 9.754 |

## Kampioen
| Campeonato Potiguar de 1991           |
| Rio Grande do Norte                   |
| ------------------------------------- |
| AMÉRICA DE NATAL Kampioen (28° titel) |